# Hipposideros ruber
Hipposideros ruber је сисар из реда слепих мишева и фамилије Hipposideridae.

## Угроженост
Ова врста није угрожена, и наведена је као последња брига јер има широко распрострањење.

## Распрострањење
Ареал врсте Hipposideros ruber обухвата већи број држава у Африци. 
Врста има станиште у Замбији, Анголи, Републици Конго, ДР Конгу, Мозамбику, Малавију, Судану, Малију, Нигеру, Нигерији, Камеруну, Етиопији, Кенији, Танзанији, Бенину, Буркини Фасо, Бурундију, Централноафричкој Републици, Чаду, Обали Слоноваче, Екваторијалној Гвинеји, Габону, Гани, Гвинеји Бисао, Либерији, Руанди, Сенегалу, Сијера Леонеу, Тогу и Уганди.

## Станиште
Станишта врсте су шуме, саване и речни екосистеми. 
Врста је по висини распрострањена до 2300 метара надморске висине.